# Định luật Dalton
Trong hóa học và vật lý, định luật Dalton là tổng áp suất của hỗn hợp khí không phản ứng bằng tổng các áp suất từng phần của các khí riêng rẽ. Xét một hỗn hợp khí gồm nhiều chất khí không phản ứng với nhau, có định luật Dalton: Ở một nhiệt độ xác định, áp suất toàn phần của một hỗn hợp khí bằng tổng số áp suất riêng phần của các cấu tử của hỗn hợp, áp suất này tác dụng lên bình chứa, bản thân áp suất của từng khí là không đổi.
ptoàn phần = p = ∑pi
Phân mol và áp suất riêng phần
Phân mol xi của cấu tử i trong hỗn hợp khí là:
xi = ni / ∑ni
Áp suất riêng phần pi của mỗi cấu tử của hỗn hợp khí có thể tích V là áp suất mà cấu tử ấy gây ra khi đứng riêng một mình và cũng chiếm thể tích V ở cùng một nhiệt độ.
pi = xip